# ねらってスポっと!
『ねらってスポっと!』は、任天堂より2009年11月25日に配信されたニンテンドーDSiウェア。
オバケにさらわれた大統領の娘を救出するために、バクダンを扱う「SPOT隊」になってオバケをやっつけるアクションパズルゲーム。
ニンテンドーDSiの固定の2画面上にはオバケが複数体配置されており、下画面にいるSPOT隊のバグダンを投げる方向をダイヤルで調整し、全てのオバケの口にバクダンを放り込むことができればクリアとなる。直接オバケの口を狙えない場合は、壁や障害物に跳ね返らせるテクニックを要する。バクダンは多くのオバケをやっつけられるスペシャルバクダンも存在する。全てのオバケをやっつける前にバクダンが無くなってしまうとゲームオーバーとなる。